# San Pablo de Valladolid
San Pablo (en castellà Iglesia conventual de San Pablo), de l'orde dels dominics, és un dels temples més representatius de la ciutat de Valladolid (Castella i Lleó). És a la Plaça de San Pablo, on hi ha, a més de l'església, el Palau Reial i el Palau de Pimentel, els anomenats llocs reials en segles passats. Està adossada al Col·legi de Sant Gregori i és pròxima a la resta de seus del Museu Nacional d'Escultura. L'església és del tipus de les habituals en temps dels Reis Catòlics, seguint l'estil que es desenvolupa a Castella durant el seu regnat; el gòtic isabelí. Com correspon al gòtic tardà, presenta una sola nau amb capelles obertes entre contraforts, cor alt als peus i creuer molt marcat en planta i alçat. L'absis principal és de planta vuitavada i tot es cobreix amb voltes de creuria gòtica: la volta de la nau descansa sobre mènsules renaixentistes realitzades cap a 1540.

## Història
Des de 1260, per iniciativa de la reina Violant d'Aragó, esposa d'Alfons X el Savi, s'organitzen les residències de franciscans i dominics. En aquell moment, les reines ostentaven el senyoriu de la vila, per la qual cosa varen donar suport a l'assentament d'aquestes ordres, que afavorien el seu desenvolupament.
L'Orde de Sant Pau Primer Eremita s'havia fundat a Hongria el 1250 per iniciativa del beat Eusebi d'Esztergom; el Convent de San Pablo de Valladolid va ser fundat el 1276 per Violant d'Aragó, en record d'aquest orde eremític. Ella era filla de la reina Violant d'Hongria, la qual havia arribat a terres ibèriques per consumar el seu matrimoni amb Jaume I d'Aragó. D'altra banda, seria deu anys més tard quan la reina Maria de Molina va dedicar grans esforços perquè es portés a terme la construcció formal del convent és en un solar cedit pel Concejo als dominics al nord de la ciutat.
El 1463, va ser el cardenal Fra Juan de Torquemada, oncle de l'inquisidor general Tomàs de Torquemada, qui va sufragar les obres per a la construcció de l'església definitiva i per a tal fi va rebre préstecs del papa Pius II. Aquesta nova construcció va substituir a una altra església de tipus mendicant, coberta amb sostre de fusta. Es va concloure la capçalera, el  creuer i la nau amb coberta de fusta.

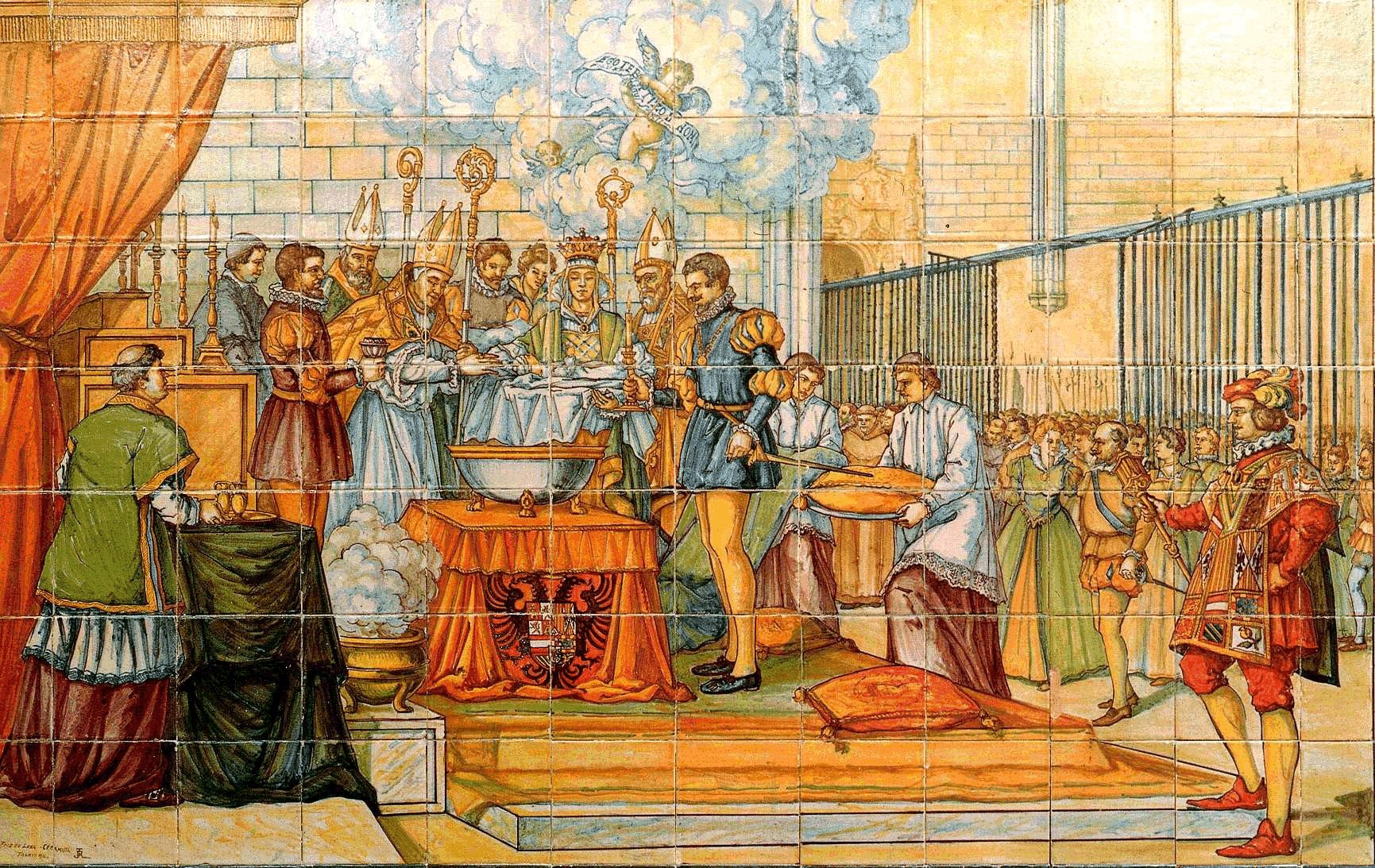
Bateig de Felip II a l'Església de San Pablo. Rajoles del vestíbul del Palau de Pimentel.

A la mort de Torquemada, va ser mecenes del convent el bisbe palentí Fra Alonso de Burgos, que va pagar el claustre, el refectori, la part baixa de la façana i les portades del creuer, a més de l'annex Col·legi de Sant Gregori i la seva capella funerària. Van participar en aquesta comesa els arquitectes hispanoflamencs Juan Guas i Simón de Colònia. Cap al 1550 el cardenal García de Loaysa y Mendoza, confessor de Carles I, va manar construir la sagristia, coberta amb una volta estrellada decorada amb escuts de l'ordre i figures de sants dominics.
El 1601, amb el trasllat de la capital de l'Imperi Espanyol a Valladolid, el duc de Lerma, privat de Felip III, en va ser el patró; va pagar la reforma de la façana principal i va dotar al convent de nombroses obres d'art, entre elles L'Anunciació, de Fra Angelico, actualment al Museu del Prado de Madrid. Es va ampliar el temple en estil classicista i es va adequar a un ús funerari, per l'arquitecte Diego de Praves. Es va ampliar així mateix la façana tractant d'obtenir un efecte de conjunt. Durant aquest període es va dur a terme una singular concentració d'elements decoratius, fonamentalment escultures gòtiques, i es van aixecar les torres que flanquegen la façana.

La Anunciación, de Fra Angelico, es va conservar a San Pablo abans de passar al monestir de les Descalzas Reales de Madrid i finalment al Museu del Prado.

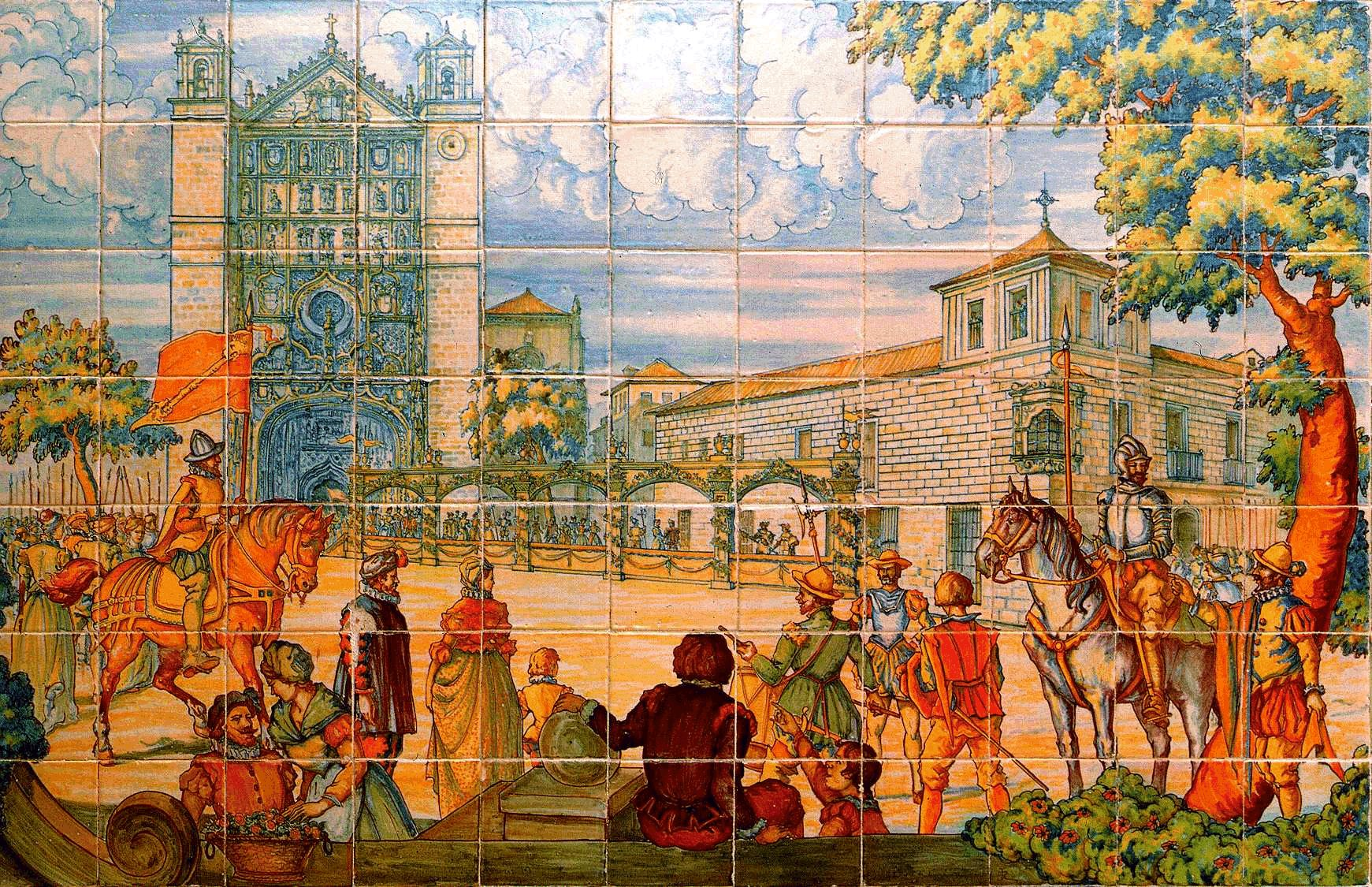
El 21 maig de 1527 va néixer Felip II al Palau de Pimentel de Valladolid

Entre 1613 i 1616, es van efectuar reformes en estil herrerià d'algunes capelles de la nau i el cor sota la direcció de Diego de Praves. Es va encarregar a Juan de Nates, segons un projecte dissenyat per Francisco de Mora, l'execució de la tribuna dels patrons, des de la qual sentien missa els ducs, i la porta dòrica de la sagristia.
A l'església de San Pablo van ser batejats els reis Felip IV i Felip II. D'aquest últim, la llegenda explica que per una de les finestres del Palau de Pimentel, de la qual penja una cadena, va ser tret en néixer perquè fos batejat en aquesta església, doncs de sortir per la porta del palau hauria haver estat batejat en la propera església de Sant Martí.
Al segle xix amb la invasió francesa, les tropes napoleòniques van profanar l'església i el convent causant greus danys. La progressiva ruïna del conjunt i els diferents processos  desamortitzadors, especialment la desamortització de 1835, van acabar amb les dependències conventuals per transformar-les en presidi, quedant només en peu l'església.
Al segle xx, l'església va sofrir un incendi i es van dur a terme diverses restauracions. Durant els primers anys del segle xxi, l'església ha estat objecte d'una restauració integral.

## Façana
A la façana es poden distingir dues parts tenint en compte la data de construcció. La primitiva, que es va concloure cap al 1500 que arriba fins a la imposta que és damunt la rosassa central i que damunt tenia el frontó que avui corona la façana. Als costats quedava delimitada per dos pilars, en forma d'alts pinacles que encara romanen en el seu emplaçament. És d'estil gòtic isabelí, excepte el frontó que és renaixentista.
La segona part, el cos superior, que es va realitzar entre l'any 1601 i 1606, la va fer construir Francisco de Sandoval y Rojas, Duc de Lerma, i és conseqüència de l'elevació de les voltes la nau. Aquest augment d'altura va fer necessària la col·locació de dos contraforts laterals que, pel fet d'estar rematats per campanars, simulen torres. Aquestes contenen els escuts i làpides indicatives dels Sandoval i Rojas. A més va fer eliminar tots els emblemes de Fra Alonso de Burgos (flor de lis) de la façana i els va substituir pels seus propis (estrelles). També va fer col·locar dotze pilars rematats amb lleons tinents que acoten l'àmbit de l'entrada i una creu procedent de l'església de Santiago.

### Part primitiva

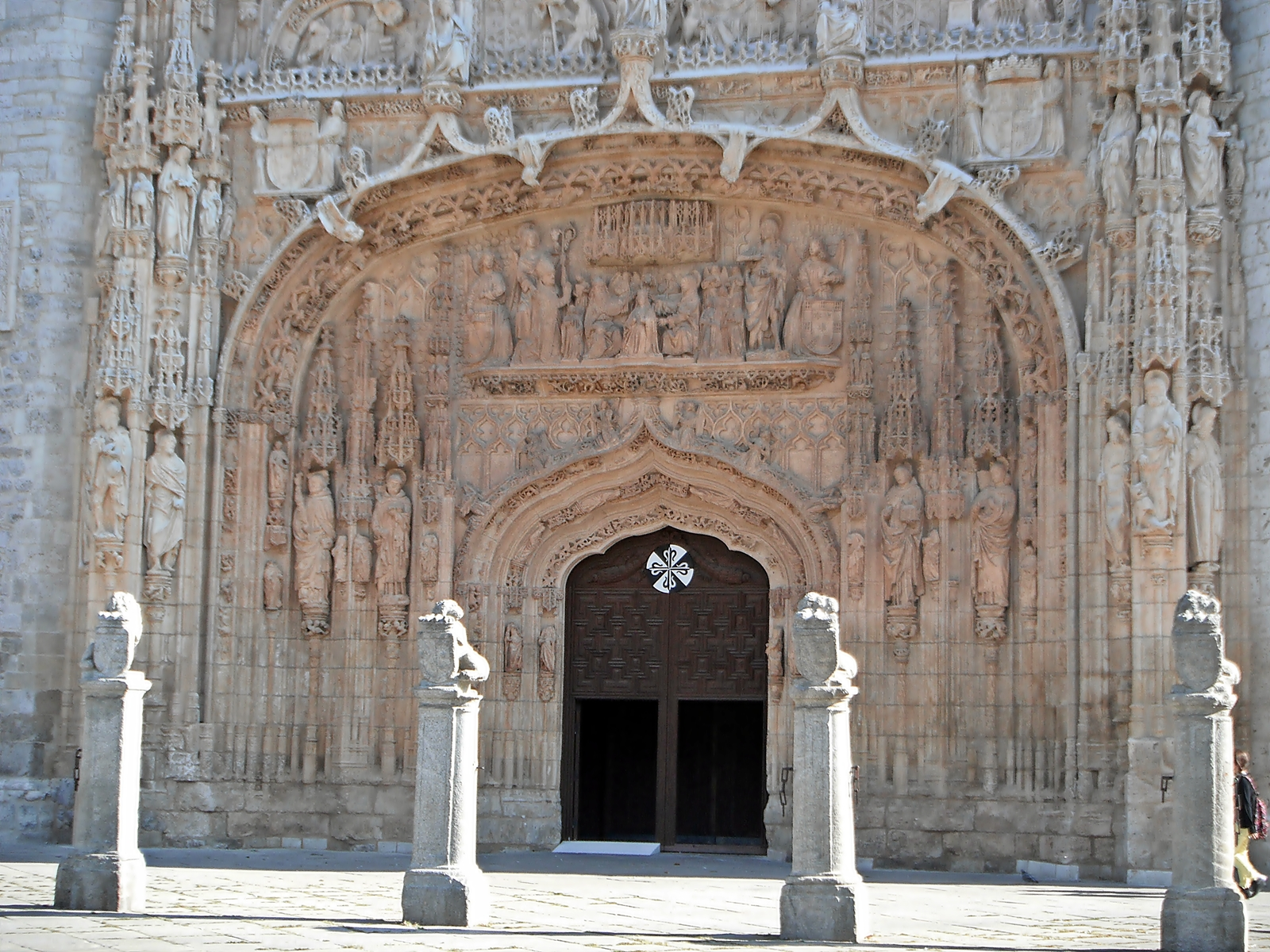
La portalada

Aquesta part va ser dirigida, entre 1497 i 1500, per l'arquitecte burgalès Simón de Colonia i es planteja com una exaltació de l'orde dominic i de la monarquia dels Reis Catòlics. Podem distingir dos grans cossos separats per impostes, un inferior amb la porta d'accés i un altre de superior amb una rosassa al centre.
La portalada té forma d'arc conopial i estan decorats els brancals i entre les motllures de les arquivoltes. En els brancals, d'esquerra a dreta, tenim les figures bastant mutilades de Santa Margalida amb un drac als seus peus, Maria Magdalena portant un pot de perfums, Santa Caterina victoriosa sobre l'emperador romà i una santa dominica que es podria tractar de Santa Caterina de Siena. A les arquivoltes tenim a la part interior escultures amb motius vegetals; a la intermèdia figures de santes dominiques, una de les quals té una corona i un llibre i es creu que representa Santa Isabel d'Hongria; a la banda exterior nens juganers i animals fantàstics barrejats amb una fullaraca vegetal. Finalment a l'extradós de l'arc hi ha sis àngels músics de genolls.
Als costats de la porta, sobre pilars i sota dosserets hi ha figures de sants dominics de grans dimensions i santes de dimensions més reduïdes. A l'esquerra tenim a Sant Pere Màrtir, subjectant el palmell de martiri amb les tres corones a les que va renunciar i un matxet clavat al cap, i Sant Domènec de Guzmán amb una torxa i un llibre a les mans i un gos als peus. Devora ells hi ha tres santes sense identificar, de menor grandària. A la dreta tenim a Sant Tomàs d'Aquino, amb la maqueta d'una església a la mà, i Sant Vicent Ferrer. Devora hi ha també dues santes i en manca una desapareguda.

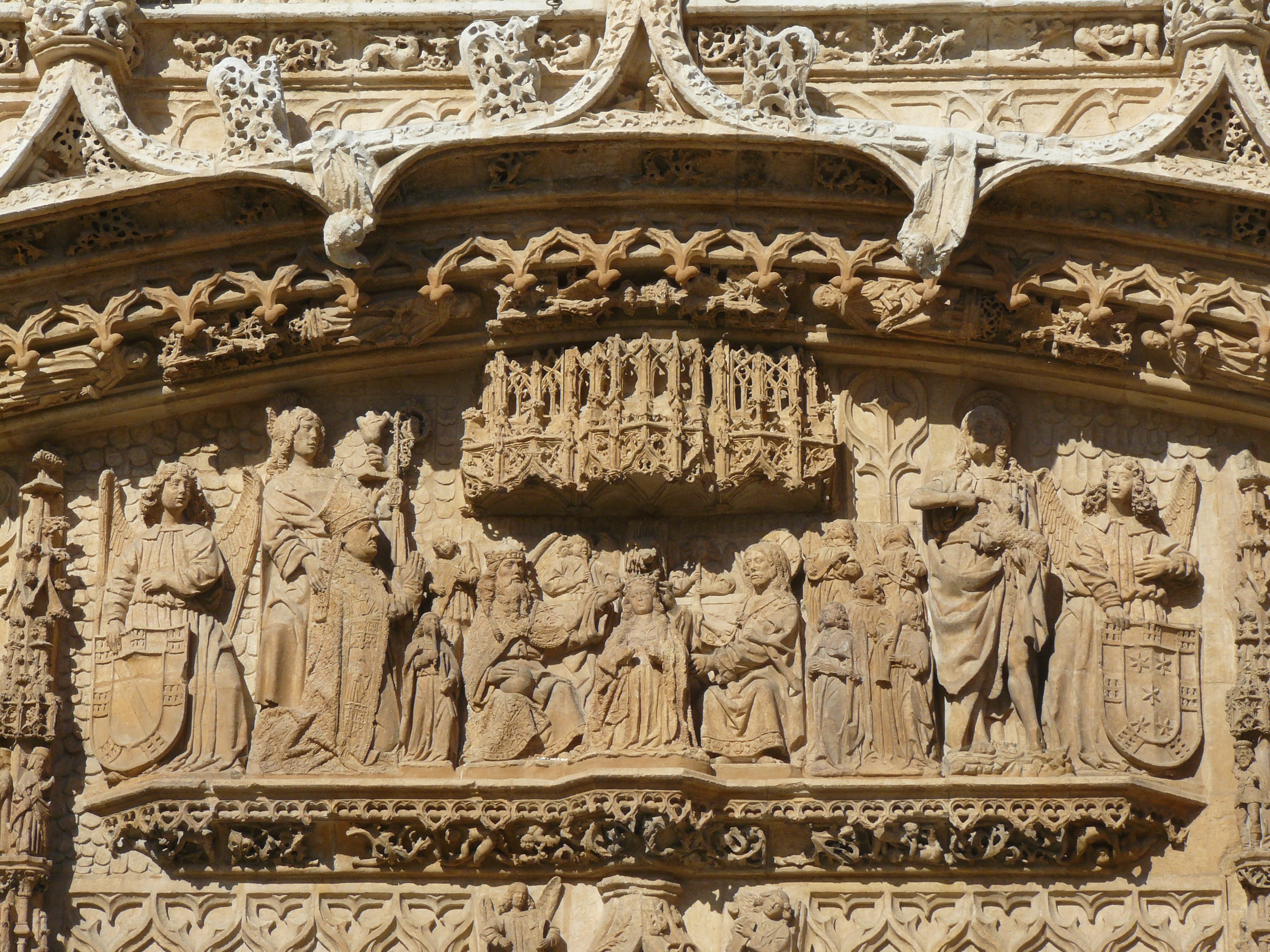
Coronació de la Mare de Déu

Entre la portalada i l'arc carpanell, sota un gran dosser hi ha la Coronació de la Mare de Déu per la Santíssima Trinitat, amb figures a diferents escales. Als costats de la Verge hi ha el Pare i el Fill subjectant una corona i a sobre l'Esperit Sant en forma de colom. Envoltant aquesta escena un cor de nou àngels músics. A l'esquerra apareix el dominic Fra Alonso de Burgos de genolls i emparat per l'apòstol Sant Joan Evangelista i a la dreta hi ha representat Sant Joan Baptista, que portar el be que prefigura Crist; en ambdós costats àngels sostenint escuts en els quals originàriament apareixia la flor de lis, emblemes de Fra Alonso de Burgos i que varen ser substituïts, en la modificació de 1600, per estrelles que corresponien a l'emblema del Duc de Lerma.
Damunt l'escenificació de la Coronació de la Mare de Déu hi ha un arc carpanell on a l'arquivolta interior hi ha dotze sants dominics. Sobresortint de la motllura quatre àngels amb aspecte de gàrgoles. Damunt l'arc, en els carcanyols hi ha dues parelles d'àngels subjectant escuts.
Els pinacles laterals consten de cinc nivells i cadascun amb figures sota dossers.

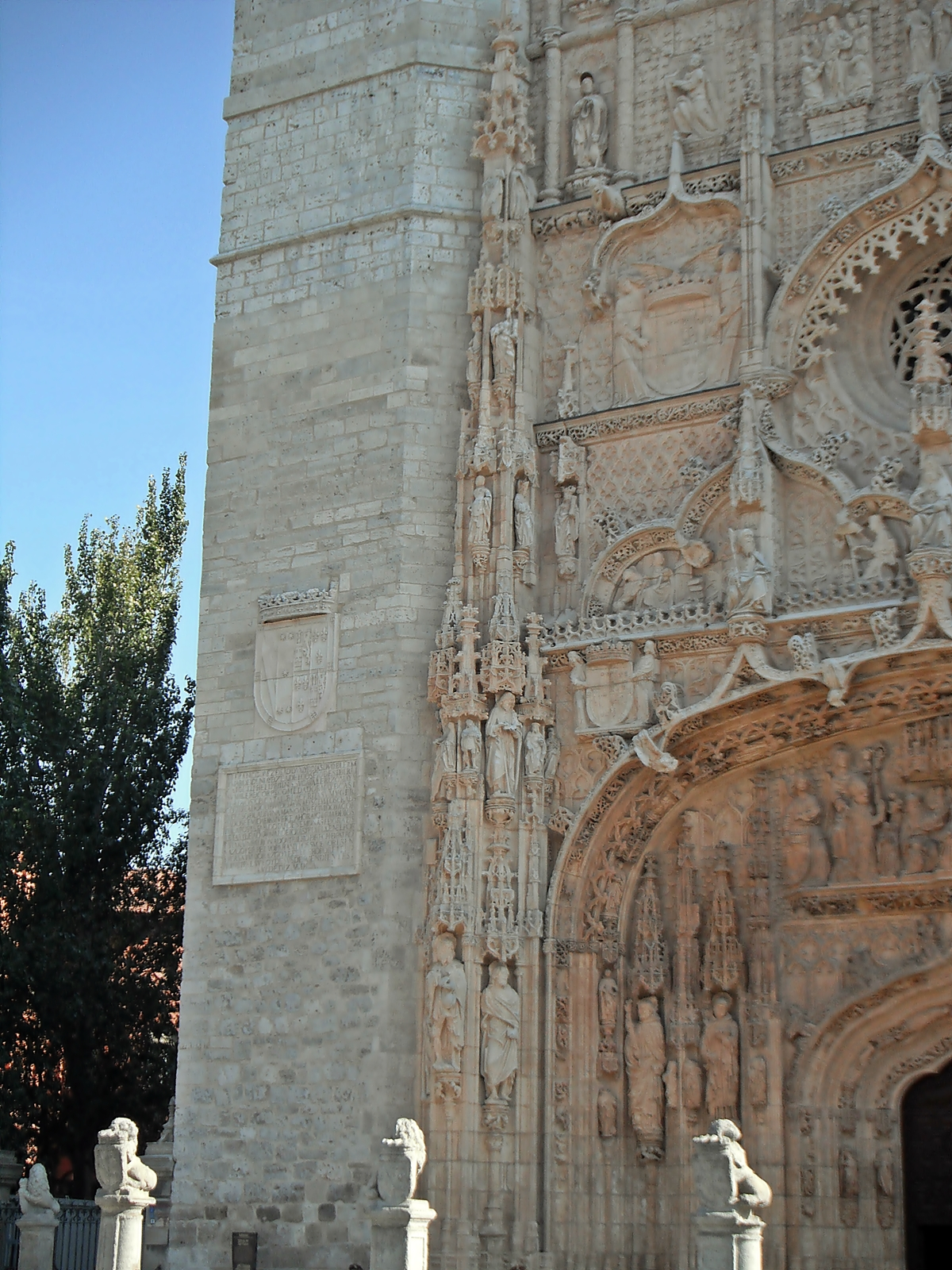
Pinacle de l'esquerra

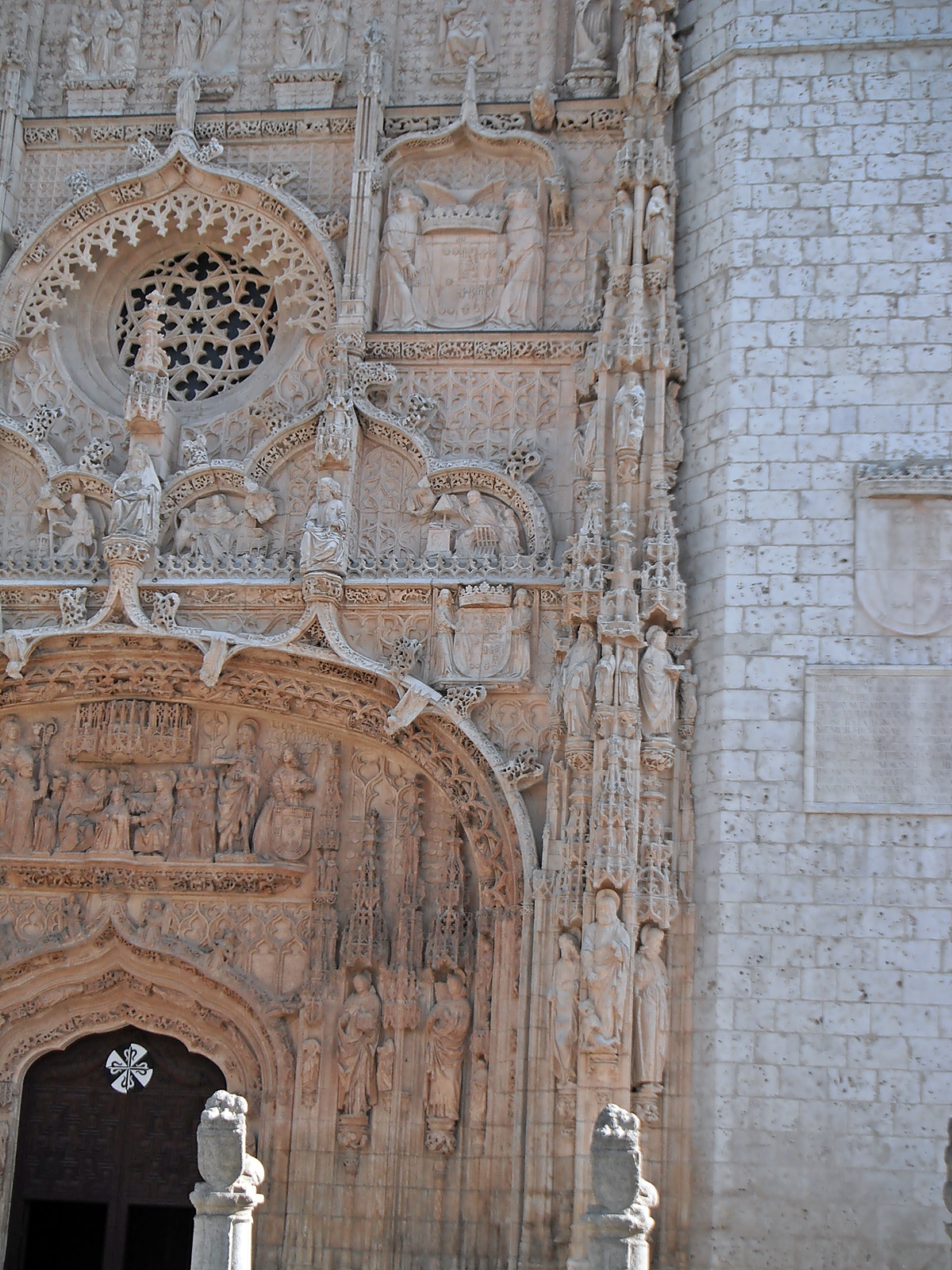
Pinacle de la dreta

Al pinacle de l'esquerra, de baix a dalt, tenim en el nivell inferior els apòstols Jaume el Menor, Jaume el Major i un altre no determinat. En el següent nivell dos apòstols no determinats amb figures menors que corresponen a Santa Caterina i tres profetes. En el tercer nivell hi ha dues virtuts (una d'elles la Caritat) i el rei David. En el quart nivell al·legories de la Religió i de la Fe. Finalment al darrer nivell hi ha una santa i un profeta.
Al pinacle de la dreta i també de baix a dalt tenim en el primer nivell un apòstol no determinat i els apòstols Sant Bartomeu, amb el diable encadenat als seus peus, i Sant Andreu subjectant la seva creu. A sobre, l'apòstol Sant Tomàs amb l'esquadra i un altre apòstol i al costat d'aquests quatre santes més petites. En el tercer nivell Sant Jeroni amb el lleó als seus peus, Sant Mateu, Sant Marc i una santa. En el quart nivell Sant Lluc i Sant Joan i en el darrer nivell Sant Gregori, Sant Agustí i Sant Ambròs.

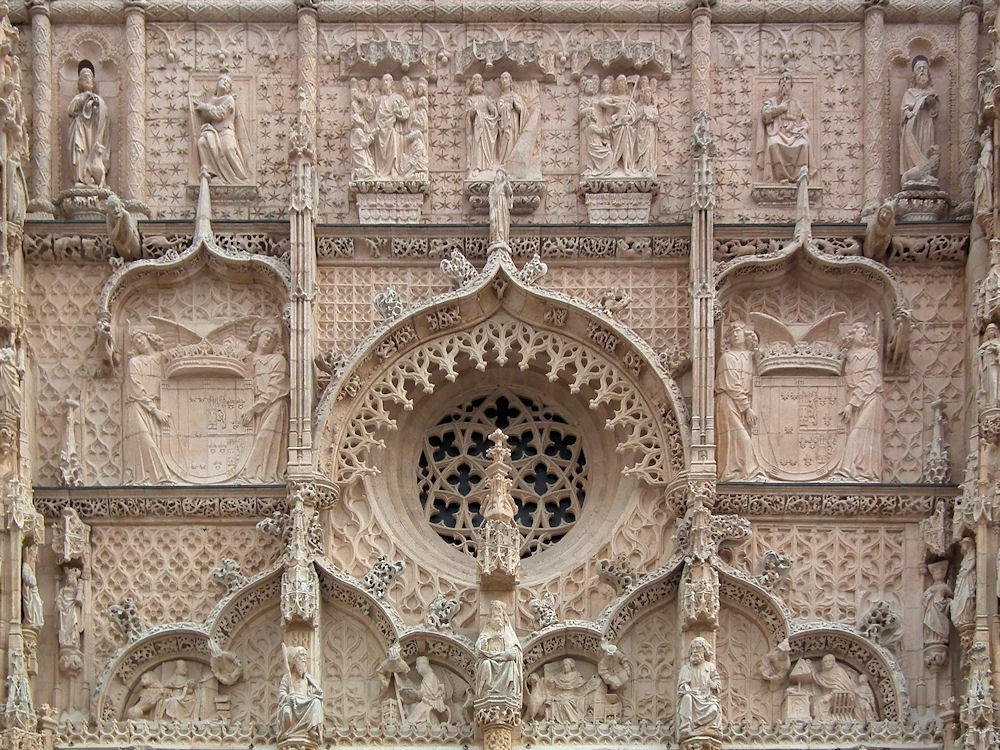
Detalls de la rosassa

La zona de la rosassa té una menor quantitat d'escultures. Col·locades sota dosserets apareixen sota la rosassa tres figures assegudes que corresponen a Déu Pare i als costats Sant Pere amb les claus i Sant Pau amb l'espasa. Al mateix nivell i sota uns arcs hi ha els Quatre Evangelistes asseguts davant els seus pupitres i acompanyats dels símbols del Tetramorf. D'esquerra a dreta Sant Marc amb el símbol del lleó, Sant Lluc amb el símbol del bou, Sant Joan amb el símbol de l'àliga i finalment Sant Mateu amb el símbol de l'àngel.
Més amunt, als costats de la rosassa i sota arcs conopials hi ha parelles d'àngels tinents. Sobre l'arc que corona la rosassa hi ha una figura no identificada amb barba, turbant i un filacteri que es pensa que és un profeta.
Finalment, per acabar amb la part primitiva, hi ha el frontó que està recobert per un tapís d'escates i en el qual destaca l'emblema dels Reis catòlics subjecte per lleons que en les seves potes també sostenen, d'esquerra a dreta, el jou (emblema d'Isabel de Castella) i les fletxes (emblema de Ferran d'Aragó). Sobre la corona es pot veure l'àliga de Sant Joan evangelista.

#### Modificació de la façana

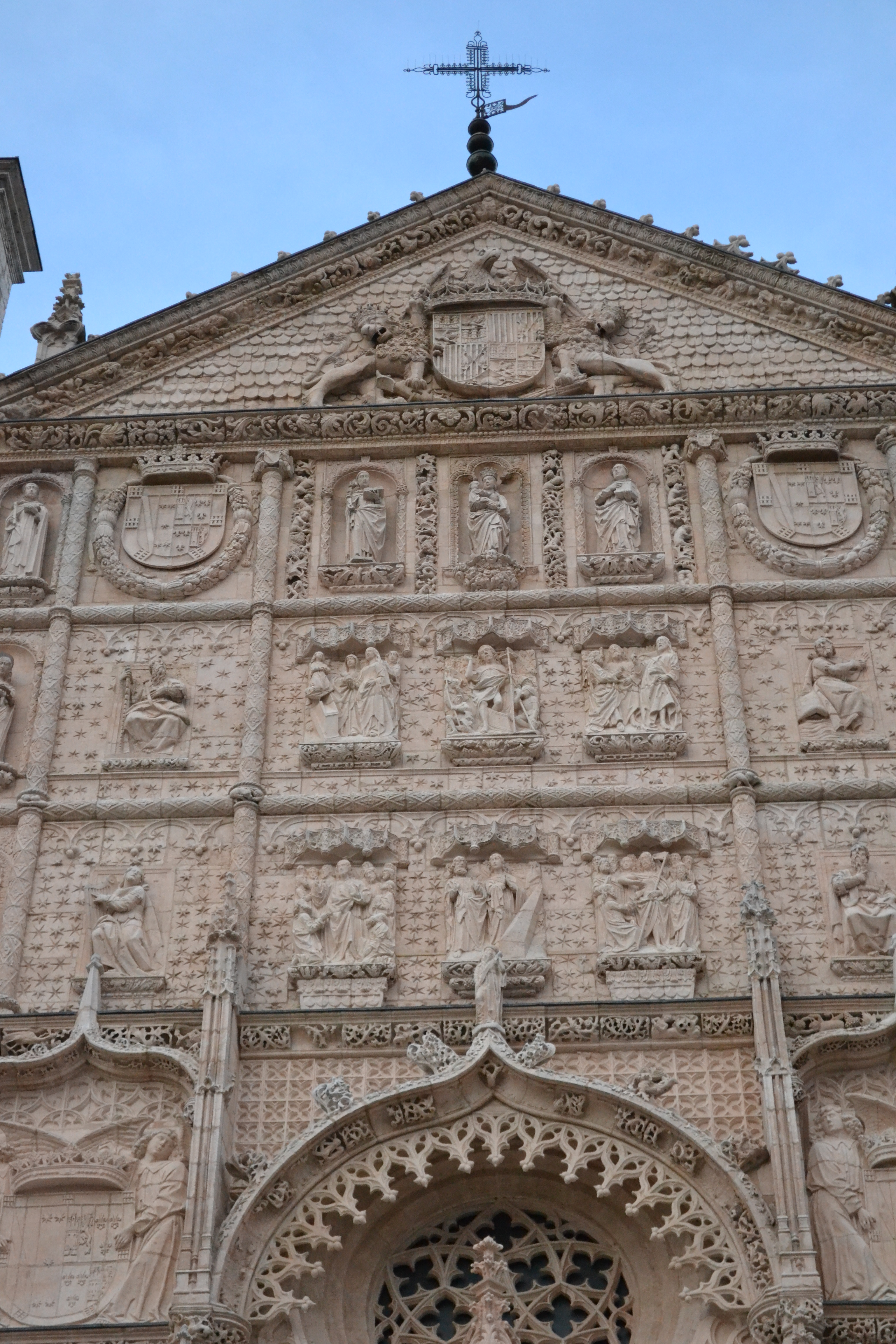
La zona superior de la façana

L'ampliació de la façana té un mateix fons d'estrelles, unes sortint de la façana i altres endinsades. Té un estil classicista que explica la claredat de la seva ordenació. Es va intentar mantenir una semblança amb la resta. Per a la seva decoració es van utilitzar escultures gòtiques, algunes pròximes al taller de Gil de Siloé i es van tallar altres per a l'ocasió. Pel que fa a la iconografia, es repeteixen els principals sants dominics i els evangelistes.
Es pot dividir en tres nivells horitzontals i cinc vies verticals. En els dos nivell inferiors de la via central hi han sis escenes, sota dosser, relacionades amb Jesucrist després de la resurrecció. D'esquerra a dreta i de dalt a baix hi ha Maria davant el sepulcre, la Resurrecció, la trobada de Jesús amb dos deixebles en Emaús, l'aparició als deixebles, Sant Joan i Sant Pere davant el sepulcre, i el dubte de Sant Tomàs. Als costats d'aquesta escena hi ha dos profetes en el nivell del mig i en el nivell inferior al rei David a l'esquerra i al rei Salomó a la dreta. Finalment en els extrems d'aquests dos nivells s'hi representen altra volta els quatre evangelistes; Sant Joan i Sant Lluc a l'esquerre i de dalt a baix, i Sant Marc i Sant Gregori a la dreta i també de dalt a baix.
Finalment en el nivell superior tenim, en el centre, la Mare de Déu enmig dels dominics Sant Doménec de Guzmán (a l'esquerra) i Sant Tomàs d'Aquino (a la dreta). Al costat d'aquests dominics hi ha un escut del Duc de Lerma. Als extrems hi torna a haver dos sants dominics, Sant Pere de Verona a l'esquerra i Sant Vicent Ferrer a la dreta. Val a dir que quatre d'aquests sants dominics també són al costat la portalada.
Finalment, la façana es remata amb un frontó triangular. Sobre un fons d'escates hi ha un escut dels Reis Catòlics, que corona tota la portada. El frontó presenta una idèntica unitat estilística amb el cos baix i correspon també a l'obra de Simón de Colonia, però en canvi, la decoració que l'envolta no és gòtica sinó renaixentista.

## Interior

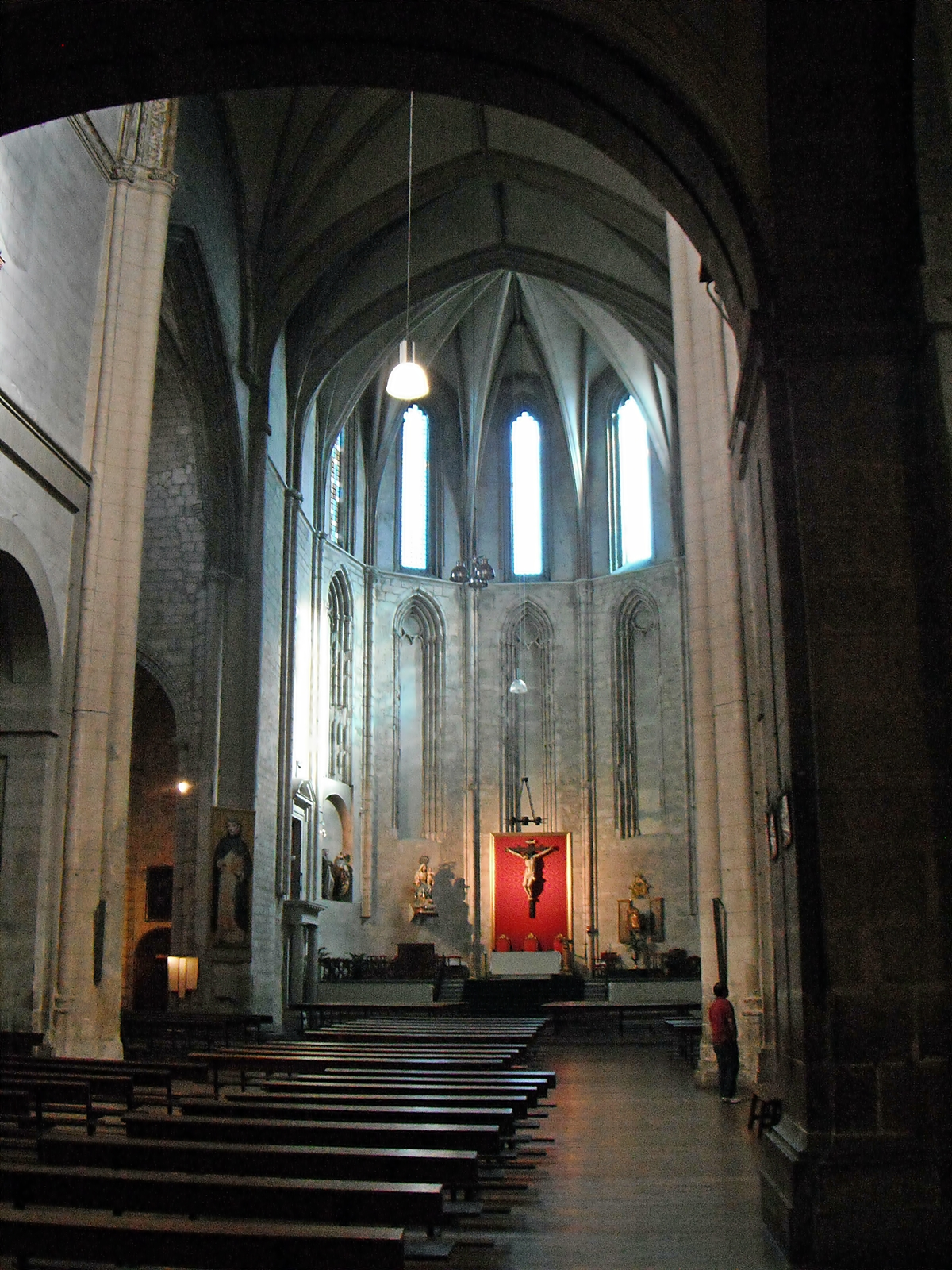
Interior de l'església de San Pablo

És una església conventual amb planta de creu llatina, que consta d'una única nau amb volta de creueria, cinc capelles laterals a cada costat comunicades entre si, dues capelles absidals i la capella major en la capçalera. Als peus de la nau hi ha el cor alt.
La policromia de la volta és de principis del segle xvii i va ser realitzada pel pintor Francisco Martínez (1574-1626). Durant la reforma es varen reforçar els pilars gòtics amb altres renaixentistes que contenen al seu interior els gòtics, semblants als del creuer.
Capella Major: Al centre té un Jesús crucificat en fusta policromada, obra de Juan de Juni el 1572. A l'esquerra hi ha la Mare de Déu del Rosari de 1896. A les fornícules abans hi eren els ducs de Lerma i en l'actualitat hi ha santa Agnès de Montepulciano, sant Pere de Verona, Sant Vicent Ferrer i santa Caterina de Siena. A l'esquerra hi ha també la Tribuna del Duc de Lerma, obra de l'arquitecte Juan de Nates (1545-1613).
Pel que fa a les capelles laterals a la dreta hi ha les capelles de Sant Domènec, Portalada de l'epístola, Capella de Sant Josep, Capella del Crucifix, Capella de Santa Caterina i Capella de Sant Vicent Ferrer.
A l'esquerra la Capella de la Mare de Déu de Fàtima, Portalada de l'Evangeli, Capella de Sant Pius V, les restes d'una capella funerària, Capella del Sagrat Cor de Jesús i Capella de Sant Tomàs d'Aquino.